# Landkreis Schaumburg-Lippe
Der Landkreis Schaumburg-Lippe mit Sitz in Stadthagen war bis 1977 ein Landkreis in Niedersachsen. Sein Gebiet ging aus dem Land Schaumburg-Lippe hervor, das 1946 Teil von Niedersachsen wurde, und gehört heute größtenteils zum Landkreis Schaumburg.

## Nachbarkreise
Der Landkreis Schaumburg-Lippe grenzte 1977 im Uhrzeigersinn im Norden beginnend an die Landkreise Nienburg/Weser, Hannover und Grafschaft Schaumburg in Niedersachsen sowie an den Kreis Minden-Lübbecke in Nordrhein-Westfalen.

## Geschichte
Der Landkreis ging 1946 aus dem Freistaat Schaumburg-Lippe hervor, der seinerseits vorher in die kreisfreien Städte Bückeburg und Stadthagen sowie die Landkreise Bückeburg und Stadthagen unterteilt war.
Die Gemeinde Schöttlingen bildete ursprünglich eine Exklave des Landkreises Grafschaft Schaumburg und wurde 1955 in den sie umschließenden Landkreis Schaumburg-Lippe umgegliedert. Im Gegenzug kamen die beiden schaumburg-lippischen Gemeinden Beeke und Rösehöfe zum Landkreis Grafschaft Schaumburg und wurden in die Stadt Obernkirchen eingemeindet. Am 1. Oktober 1971 wurde die Gemeinde Frille in den Kreis Minden des Landes Nordrhein-Westfalen umgegliedert und mit der dortigen Gemeinde Frille zusammengeschlossen. Seit dem 19. Jahrhundert hatten beiderseits der Landesgrenze sowohl eine westfälische als auch eine schaumburg-lippische Gemeinde Frille existiert.
Weitere Grenzänderungen fanden am 1. März 1974 statt:
- Liekwegen aus dem Landkreis Grafschaft Schaumburg wurde nach Nienstädt eingemeindet.
- Ottensen aus dem Landkreis Grafschaft Schaumburg wurde nach Lindhorst eingemeindet.
- Reinsen aus dem Landkreis Grafschaft Schaumburg wurde nach Stadthagen eingemeindet.
- Schermbeck aus dem Landkreis Grafschaft Schaumburg wurde nach Luhden eingemeindet.
- Gelldorf und Vehlen, schieden aus dem Landkreis aus und wurden nach Obernkirchen im Landkreis Grafschaft Schaumburg eingemeindet.
- Großenheidorn und Steinhude schieden aus dem Landkreis aus und wurde nach Wunstorf im Landkreis Hannover eingemeindet.
- Nienbrügge schied aus dem Landkreis aus und wurde nach Sachsenhagen im Landkreis Grafschaft Schaumburg eingemeindet.
- Steinbergen schied aus dem Landkreis aus und wurde nach Rinteln im Landkreis Grafschaft Schaumburg eingemeindet.
- Wiedensahl wechselte aus dem Landkreis Nienburg in den Landkreis Schaumburg-Lippe.

Durch weitere Zusammenschlüsse verringerte sich die Zahl der Gemeinden von 63 im Jahre 1967 auf 20, darunter die beiden Städte Bückeburg und Stadthagen. Im Zuge der niedersächsischen Kreisreform wurde der Landkreis am 1. August 1977 mit dem Landkreis Grafschaft Schaumburg zum Landkreis Schaumburg mit der Kreisstadt Stadthagen zusammengeschlossen.

## Einwohnerentwicklung
| Jahr | Einwohner | Quelle |
| ---- | --------- | ------ |
| 1950 | 85.443    | [ 3 ]  |
| 1960 | 77.300    | [ 3 ]  |
| 1970 | 84.600    | [ 4 ]  |
| 1977 | 82.200    | [ 5 ]  |

## Gemeinden
Die folgende Tabelle listet alle Gemeinden, die dem Landkreis Grafschaft Schaumburg angehörten, mit ihrer Einwohnerzahl (Stand 1961) sowie allen Eingemeindungen:
| Gemeinde                 | Ew. 1961 | eingemeindet nach                                         | Datum der Eingemeindung        | Anmerkung                                           |
| ------------------------ | -------- | --------------------------------------------------------- | ------------------------------ | --------------------------------------------------- |
| Achum                    | 677      | Bückeburg                                                 | 1. März 1974                   |                                                     |
| Ahnsen                   | 1.047    |                                                           |                                |                                                     |
| Altenhagen               | 805      | Hagenburg                                                 | 1. Juli 1970                   |                                                     |
| Bad Eilsen               | 1.346    |                                                           |                                |                                                     |
| Beeke                    |          | Obernkirchen (Lkr. Grafschaft Schaumburg)                 | 1. April 1955                  |                                                     |
| Bergdorf                 | 388      | Bückeburg                                                 | 1. März 1974                   |                                                     |
| Bergkirchen              | 295      | Wölpinghausen                                             | 1. März 1974                   |                                                     |
| Buchholz                 | 721      |                                                           |                                |                                                     |
| Bückeburg                | 11.933   |                                                           |                                |                                                     |
| Cammer                   | 638      | Bückeburg                                                 | 1. März 1974                   |                                                     |
| Enzen                    | 899      | Stadthagen                                                | 1. März 1974                   |                                                     |
| Evesen                   | 2.698    | Bückeburg                                                 | 1. März 1974                   |                                                     |
| Frille                   | 377      | Frille (Kreis Minden) Petershagen (Kreis Minden-Lübbecke) | 1. Oktober 1971 1. Januar 1973 | am 1. Oktober 1971 zu Nordrhein-Westfalen           |
| Gelldorf                 | 1057     | Obernkirchen (Lkr. Grafschaft Schaumburg)                 | 1. März 1974                   |                                                     |
| Großenheidorn            | 2.026    | Wunstorf (Lkr. Hannover)                                  | 1. März 1974                   |                                                     |
| Habichhorst-Blyinghausen | 156      | Stadthagen                                                | 1. März 1974                   |                                                     |
| Hagenburg                | 1.862    |                                                           |                                |                                                     |
| Heeßen                   | 590      |                                                           |                                |                                                     |
| Helpsen                  | 680      |                                                           |                                |                                                     |
| Hespe-Hiddensen          | 829      | Hespe                                                     | 1. März 1974                   |                                                     |
| Heuerßen                 | 232      |                                                           |                                |                                                     |
| Hobbensen                | 185      | Stadthagen                                                | 1. März 1974                   |                                                     |
| Hörkamp-Langenbruch      | 444      | Stadthagen                                                | 1. März 1974                   |                                                     |
| Hülshagen                | 513      | Lauenhagen                                                | 1. März 1974                   |                                                     |
| Kirchhorsten             | 634      | Helpsen                                                   | 1. März 1974                   |                                                     |
| Kobbensen                | 273      | Heuerßen                                                  | 1. März 1974                   |                                                     |
| Krebshagen               | 449      | Stadthagen                                                | 1. März 1974                   |                                                     |
| Kuckshagen               | 80       | Meerbeck                                                  | 1. März 1974                   |                                                     |
| Lauenhagen               | 670      |                                                           |                                |                                                     |
| Levesen                  | 271      | Hespe                                                     | 1. März 1974                   |                                                     |
| Lindhorst                | 4.305    |                                                           |                                |                                                     |
| Lüdersfeld               | 807      |                                                           |                                |                                                     |
| Luhden                   | 776      |                                                           |                                |                                                     |
| Meerbeck                 | 928      |                                                           |                                |                                                     |
| Meinsen                  | 721      | Bückeburg                                                 | 1. März 1974                   |                                                     |
| Müsingen                 | 415      | Bückeburg                                                 | 1. März 1974                   |                                                     |
| Niedernholz              |          | Lüdersfeld                                                | 1. April 1956                  |                                                     |
| Niedernwöhren            | 1.739    |                                                           |                                |                                                     |
| Nienbrügge               | 244      | Sachsenhagen (Lkr. Grafschaft Schaumburg)                 | 1. März 1974                   |                                                     |
| Nienstädt                | 2.127    |                                                           |                                |                                                     |
| Nordsehl                 | 1.131    |                                                           |                                |                                                     |
| Obernwöhren              | 476      | Stadthagen                                                | 1. März 1974                   |                                                     |
| Pollhagen                | 1.076    |                                                           |                                |                                                     |
| Probsthagen              | 376      | Stadthagen                                                | 1. März 1974                   |                                                     |
| Reinsen-Remeringhausen   | 115      | Stadthagen                                                | 1. März 1974                   |                                                     |
| Rösehöfe                 |          | Obernkirchen (Lkr. Grafschaft Schaumburg)                 | 1. April 1955                  |                                                     |
| Rusbend                  | 480      | Bückeburg                                                 | 1. März 1974                   |                                                     |
| Scheie                   | 631      | Bückeburg                                                 | 1. März 1974                   |                                                     |
| Schierneichen-Deinsen    | 310      | Seggebruch                                                | 1. März 1974                   |                                                     |
| Schmalenbruch-Windhorn   | 157      | Wölpinghausen                                             | 1. März 1974                   |                                                     |
| Schöttlingen             | 115      | Lindhorst                                                 | 1. März 1974                   | bis zum 1. April 1955 im Lkr. Grafschaft Schaumburg |
| Seggebruch               | 427      |                                                           |                                |                                                     |
| Stadthagen               | 14.865   |                                                           |                                |                                                     |
| Steinbergen              | 1.618    | Rinteln (Lkr. Grafschaft Schaumburg)                      | 1. März 1974                   |                                                     |
| Steinhude                | 3.912    | Wunstorf (Lkr. Hannover)                                  | 1. März 1974                   |                                                     |
| Stemmen                  | 481      | Hespe                                                     | 1. März 1974                   |                                                     |
| Südhorsten               | 601      | Helpsen                                                   | 1. März 1974                   |                                                     |
| Sülbeck                  | 1.226    | Nienstädt                                                 | 1. Juli 1968                   |                                                     |
| Tallensen-Echtorf        | 471      | Seggebruch                                                | 1. März 1974                   |                                                     |
| Vehlen                   | 1.053    | Obernkirchen (Lkr. Grafschaft Schaumburg)                 | 1. März 1974                   |                                                     |
| Volksdorf                | 455      | Meerbeck                                                  | 1. März 1974                   |                                                     |
| Vornhagen                | 300      | Lüdersfeld                                                | 1. März 1974                   |                                                     |
| Warber                   | 690      | Bückeburg                                                 | 1. März 1974                   |                                                     |
| Wendthagen               | 1.009    | Stadthagen                                                | 1. März 1974                   |                                                     |
| Wiedenbrügge             | 333      | Wölpinghausen                                             | 1. März 1974                   |                                                     |
| Wiedensahl               |          |                                                           |                                | bis zum 1. März 1974 Landkreis Nienburg             |
| Wölpinghausen            | 726      |                                                           |                                |                                                     |

## Kfz-Kennzeichen
Am 1. Juli 1956 wurde dem Landkreis bei der Einführung der bis heute gültigen Kfz-Kennzeichen das Unterscheidungszeichen STH zugewiesen. Es leitete sich von der Kreisstadt Stadthagen ab und wurde bis zum 4. April 1978 ausgegeben.

## Gemeindepartnerschaften
Eine Gemeindepartnerschaft bestand seit 1969 mit der Stadt Soissons in Frankreich. Diese wird vom Nachfolger Landkreis Schaumburg fortgeführt.